# Lichtfotografie
Lichtfotografie is fotografie die zich specifiek richt op het vastleggen van lichteffecten.
De meeste fotografen leggen met behulp van daglicht of flitslicht beelden vast. Lichtfotografen proberen zo natuurgetrouw mogelijk het effect van verlichting vast te leggen. Ze doen dit bij voorkeur zonder hulp van extra verlichting.
Om tot een zo goed mogelijk resultaat te komen is kennis van de verschillende lichtbronnen en hun effect op het opnamemateriaal van belang. In het plaatje is te zien hoe de verschillende TL-kleuren er op film uit kunnen zien, waarbij het middelste vakje het meest neutrale is. De lagedruk natriumlamp bijvoorbeeld met zijn lage kleurweergave-index straalt licht uit in een zeer klein deel van het lichtspectrum. Onder het licht van deze lampen is er nauwelijks sprake van enige kleurweergave. De film of de chip zal alles dan ook geel weergeven. Rood en blauw beschenen door dit licht leveren een zwartbruine kleur op. Bij het fotograferen van wegen verlicht met dit type lamp is het van belang in de schemering te fotograferen gedurende de tijd dat de lucht nog zichtbaar is. 
In het analoge tijdperk was het vastleggen van verlichting op dia of negatief-film een moeizaam proces omdat pas na het ontwikkelen kon worden vastgesteld of de lichtbron in kwestie goed was vastgelegd. 
Dankzij digitale fotografie is nu direct controleerbaar of een opname is geslaagd. Voor een juiste eindbeoordeling is een computerbeeldscherm onmisbaar.